# Kristiansands flygplats, Kjevik
Kristiansands flygplats, Kjevik (norska: Kristiansand lufthavn, Kjevik) är en internationell flygplats som ligger 8 km nordväst om Kristiansand i Norge.  Det är den mest trafikerade flygplatsen flygplatsen i den norska landsdelen Sørlandet.

## Destinationer
Inklusive charter
| Flygbolag             | Destinationer                                                     |
| --------------------- | ----------------------------------------------------------------- |
| Adria Airways         | Split                                                             |
| B&H Airlines          | Burgas                                                            |
| KLM                   | Amsterdam                                                         |
| Norwegian Air Shuttle | Oslo-Gardermoen                                                   |
| Scandinavian Airlines | Alicante Köpenhamn Oslo-Gardermoen                                |
| SunExpress            | Larnaca                                                           |
| Widerøe               | Bergen Kristiansund Köpenhamn London-Stansted Stavanger Trondheim |
| Wizz Air              | Gdańsk                                                            |